# Campeonato Europeo de la UEFA Sub-19 2004

## Participantes
| - Bélgica - Alemania - Italia - Polonia | - España - Suiza (anfitrión) - Turquía - Ucrania |

## Sedes
| Ciudad   | Estadio                           | Equipo(s) Local(es) | Capacidad |
| -------- | --------------------------------- | ------------------- | --------- |
| Kriens   | Stadion Kleinfeld                 | Kriens              | 5,100     |
| Aarau    | Stadion Brügglifeld               | Aarau               | 9,249     |
| Fribourg | Stade Universitaire Saint-Léonard | Fribourg            | 9,000     |
| Lausanne | Juan-Antonio Samaranch Stadium    |                     |           |
| Nyon     | Colovray                          | Nyon                | 7,200     |

## Fase de grupos

### Grupo A
| País    | J | G | E | P | GF | GC | GD | Pts |
| ------- | - | - | - | - | -- | -- | -- | --- |
| Suiza   | 3 | 1 | 2 | 0 | 3  | 1  | +2 | 5   |
| Ucrania | 3 | 1 | 2 | 0 | 1  | 0  | +1 | 5   |
| Italia  | 3 | 1 | 1 | 1 | 5  | 2  | +3 | 4   |
| Bélgica | 3 | 0 | 1 | 2 | 0  | 6  | -6 | 1   |

| 13 de julio de 2004 | Bélgica | 0 – 0   | Ucrania | Stadion Kleinfeld, Kriens    |                              |
|                     |         | Reporte |         | Árbitro(s): Douglas McDonald | Árbitro(s): Douglas McDonald |

| 13 de julio de 2004 | Suiza       | 1 – 1   | Italia      | Stadion Brügglifeld, Aarau |                           |
|                     | Salatic 72' | Reporte | Alberti 45' | Árbitro(s): Pedro Proença  | Árbitro(s): Pedro Proença |

| 15 de julio de 2004 | Italia | 0 – 1   | Ucrania       | Stadion Kleinfeld, Kriens |                           |
|                     |        | Reporte | Milevskiy 61' | Árbitro(s): Gerald Lehner | Árbitro(s): Gerald Lehner |

| 15 de julio de 2004 | Suiza                  | 2 – 0   | Bélgica | Stadion Brügglifeld, Aarau    |                               |
|                     | Antic 38' · Bühler 78' | Reporte |         | Árbitro(s): Levan Paniashvili | Árbitro(s): Levan Paniashvili |

| 18 de julio de 2004 | Ucrania | 0 – 0   | Suiza | Stadion Kleinfeld, Kriens |                         |
|                     |         | Reporte |       | Árbitro(s): Zsolt Szabó   | Árbitro(s): Zsolt Szabó |

| 18 de julio de 2004 | Italia                                           | 4 – 0   | Bélgica | Stadion Brügglifeld, Aarau |                        |
|                     | Alberti 28' 50' · Montolivo 48' · Sorrentino 84' | Reporte |         | Árbitro(s): Alon Yefet     | Árbitro(s): Alon Yefet |

### Grupo B
| País     | J | G | E | P | GF | GC | GD | Pts |
| -------- | - | - | - | - | -- | -- | -- | --- |
| España   | 3 | 3 | 0 | 0 | 10 | 3  | +7 | 9   |
| Turquía  | 3 | 1 | 1 | 1 | 7  | 7  | 0  | 4   |
| Alemania | 3 | 1 | 1 | 1 | 4  | 5  | -1 | 4   |
| Polonia  | 3 | 0 | 0 | 3 | 5  | 11 | -6 | 0   |

| 13 de julio de 2004 | Alemania | 0 – 3   | España                                            | Stade Universitaire Saint-Léonard, Fribourg |                         |
|                     |          | Reporte | Casadesús Castaño 51' · Gavilán 73' · Soldado 88' | Árbitro(s): Zsolt Szabó                     | Árbitro(s): Zsolt Szabó |

| 13 de julio de 2004 | Polonia                       | 3 – 4   | Turquía                                 | Juan-Antonio Samaranch Stadium, Lausanne |                        |
|                     | Piszczek 43' 88' · Madera 75' | Reporte | Ali Öztürk 26' 68' 83' · Olcan Adın 42' | Árbitro(s): Alon Yefet                   | Árbitro(s): Alon Yefet |

| 15 de julio de 2004 | Alemania                             | 3 – 1   | Polonia     | Stade Universitaire Saint-Léonard, Fribourg |                           |
|                     | Gómez 18' · Dejagah 76' · Thomik 87' | Reporte | Piszczek 8' | Árbitro(s): Pedro Proença                   | Árbitro(s): Pedro Proença |

| 15 de julio de 2004 | España                                  | 3 – 2   | Turquía                              | Juan-Antonio Samaranch Stadium, Lausanne |                              |
|                     | Juanfran 8' · Silva 13' · Robusté 90+3' | Reporte | Ali Öztürk 45' (pen.) · Cafercan 87' | Árbitro(s): Douglas McDonald             | Árbitro(s): Douglas McDonald |

| 18 de julio de 2004 | Turquía        | 1 – 1   | Alemania      | Stade Universitaire Saint-Léonard, Fribourg |                               |
|                     | Olcan Adın 90' | Reporte | Dejagah 90+1' | Árbitro(s): Levan Paniashvili               | Árbitro(s): Levan Paniashvili |

| 18 de julio de 2004 | España                                                               | 4 – 1   | Polonia      | Juan-Antonio Samaranch Stadium, Lausanne |                           |
|                     | Borja Valero 10' · Casadesús Castaño 14' · Gavilán 62' · Soldado 84' | Reporte | Piszczek 47' | Árbitro(s): Gerald Lehner                | Árbitro(s): Gerald Lehner |

## Fase final

### Semifinales
| 21 de julio de 2004 | Suiza                  | 2 – 3 (t. s.) | Turquía                    | Stade Universitaire Saint-Léonard, Fribourg |                           |
|                     | Antic 56' · Dugic 109' | Reporte       | Sezer 58' 95' · Kerim 107' | Árbitro(s): Gerald Lehner                   | Árbitro(s): Gerald Lehner |

| 21 de julio de 2004 | España                                                                           | 2 – 2 (4 – 1 p.) | Ucrania                                                         | Juan-Antonio Samaranch Stadium, Lausanne |                         |
|                     | Casadesús Castaño 12' · Soldado 94' · Silva · Soldado · Sergio Ramos · de la Red | Reporte          | Aliyev 66' · Yatsenko 112' · Chygrynskiy · Kravchenko · Vorobey | Árbitro(s): Zsolt Szabó                  | Árbitro(s): Zsolt Szabó |

### Final
| 24 de julio de 2004 | Turquía | 0 – 1   | España             | Centre sportif de Colovray Nyon, Nyon |                           |
|                     |         | Reporte | Borja Valero 90+2' | Árbitro(s): Pedro Proença             | Árbitro(s): Pedro Proença |

## Campeón
| Eurocopa Sub-18 2004 |
| -------------------- |
| Bandera de España    |
| España 5º Título     |

## Clasificados al Mundial Sub-20
| - Alemania - Italia | - España - Suiza | - Turquía - Ucrania |